# Megachile bullata
Megachile bullata är en biart som beskrevs av Heinrich Friese 1911. Megachile bullata ingår i släktet tapetserarbin, och familjen buksamlarbin. Inga underarter finns listade i Catalogue of Life.